# Plaza de toros de Soria
La plaza de toros de Soria, conocida popularmente como La Chata o más formalmente como el Coso de San Benito, constituye uno de los principales referentes de Soria (España) por su tradicional relación con las fiestas más importantes de esta ciudad, las Fiestas de San Juan o de la Madre de Dios, declaradas como fiestas de Interés Turístico Nacional.

## Historia

### Priorato de San Benito
En el lugar que hoy ocupa la Plaza de Toros subsistió durante toda la dominación árabe según algunos cronistas como Tutor, Mosquera o Loperráez y apareció después ya como iglesia, una pobre ermita bajo la advocación de Nuestra Señora de la Blanca, indistintamente de Nuestra Señora del Mercado. Estos cronistas retrodecen su fundación hasta el reinado del visigodo Recaredo basándose en que en la puerta del monasterio había una cruz de metal de campana, en la que, entre otras labores, estaban esculpidas el alfa y la omega, símbolos de la divinidad del verbo que negaban los arrianos, cuya herejía fue desterrada en tiempo del monarca Recaredo.
Lo que si es seguro es que la primitiva fábrica románica se remontaba a los primeros años de la reconquista. Posteriormente se entregó la iglesia a los monjes Bernardos de San Benito para que establecieran su priorato. La fábrica, aunque no era grande, era bastante suntuosa. El retablo mayor, realizado en el siglo XVIII, fue costeado por el obispo de Osma, José de Barnuevo (1730-1735).
Desde cuando no era más que una simple ermita, se celebraba una romería cuya primera noticia aparece en el Fuero de Soria en 1110 como las Fiestas de "Sancta María". El domingo siguiente al día de San Juan, las cuadrillas del común divididas en dieciséis barrios, cada cual con su santo titular acudían al encuentro unas de otras en el largo trayecto de la calle del Collado, y todas juntas iban en procesión hasta la puerta de la iglesia, donde les esperaba un monje vestido con los ornamentos sagrados y después se celebraba una solemne misa. Acabada la misa todos se retiraban a la Dehesa de San Andrés (Alameda de Cervantes) donde se tenían ya cocidos en calderas trozos de toro y otras viandas como pan y vino se daban a todos los vecinos asistentes, a los pobres y a los forasteros. Este fue el origen de las Fiestas de San Juan o de la Madre de Dios.
El general José Joaquín Durán, en marzo de 1812, mandó demoler este monasterio junto con las murallas de Soria, el Castillo, los conventos de San Agustín, San Francisco, la Concepción y el Hospicio con el fin de que los franceses no se atrincheraran.

### La Chata o Coso de San Benito
Hasta promoverse oficialmente hacia 1574 la celebración de festejos taurinos en la Plaza Mayor, los toros se corrían por los distintos barrios con absoluto albedrío. Durante el siglo XVI el Común pasaría a celebrar capeas en la Plaza Mayor con sus toros en las que participaban como espectadores los restantes estamentos de la sociedad soriana: Los Doce Linajes aristocráticos desde su palacio (actual Ayuntamiento), el Concejo desde el Palacio de la Audiencia (antiguo Ayuntamiento), el clero desde el corredor que existía en la iglesia de San Gil (Nuestra Señora la Mayor) y por último el Fiel y sesmeros de la tierra que bajarían desde la Casa de la Tierra a los balcones concejiles. Para la celebración de las corridas el Ayuntamiento habilitaba unos burladeros y gradas de madera desmontables que se guardaban en los almacenes de Pósito y los toriles se disponían en el Arco del Cuerno. La primera corrida profesional que se realizó en el recinto fue en 1628 durante las Fiestas de San Juan.
En el año 1853 el Ayuntamiento de Soria presidido por Julián Redondo decidió impulsar la construcción de una plaza de toros mediante "un capital de cuarenta mil reales de emprésito voluntario distribuido en cuatrocientas acciones" al no contar con fondos suficientes, reservándose el municipio la propiedad del coso una vez reintegrada la cantidad anterior. Se pensó en las traseras de la Colegiata, actual Concatedral, como lugar para construir la nueva plaza, pero finalmente se eligió el solar del monasterio en ruinas de San Benito, tradicional epicentro de las Fiestas de San Juan, utilizándose su fábrica junto con la del convento de la Purísima Concepción en la construcción.
La primera faena en este coso correspondió a Manuel Pérez Gil “El Relojero”. Hasta 1928 las novilladas y corridas se celebraban en las fiestas patronales de San Saturio, pero a partir de ese año también se celebró una novillada económica el Domingo de Calderas ampliándose posteriormente a más días de las Fiestas de San Juan, incluyendo la novillada del Viernes de Toros. Merece mención especial el torero soriano José Luis Palomar que haría su debut de luces el año 1970 en este coso y el año 2009 ha tomado la alternativa el otro matador de toros local, Rubén Sanz.

## Descripción
De la primitiva plaza, construida en el siglo XIX, se conserva el primer perímetro construido en mampostería de sobria construcción y que se elevaba hasta el primer cuerpo de la plaza actual. También es de este siglo la puerta grande, que pudo pertenecer a alguno de los conventos usados para la construcción de la plaza por su tipología, enmarcada entre un almohadillado y coronada con un frontón curvo en cuyo tímpano aparece una cabeza de toro en bulto. Debido a la pobre imagen y reducidas dimensiones, recibió el cariñoso apelativo de "La Chata".
En 1963 se reformó la plaza y se amplió el aforo de 4.000 a 6.000 localidades. Se construyó el perímetro exterior con soportales, elevándose sobre éste el graderío cubierto, adquiriendo la plaza una altura mayor. La puerta grande se flanqueó por dos torres y en el cuerpo superior se instaló un gran escudo de la ciudad de Soria, rematándose el conjunto con pináculos piramidales.
En la actualidad además de celebraciones taurinas da cobijo a conciertos y otras actividades culturales. Los soportales han sido prácticamente cerrados para acondicionarlos como sala de exposiciones.
El 2 de abril de 2024 se anuncia que La Chata, coincidiendo con su 170 aniversario,  contará con su propio pasodoble, al igual que la Maestranza o las Ventas que saldrá de la sexta edición del Concurso Nacional de Composición de Pasodobles Maestro Francisco García Muñoz. 

## Eventos y actividades
Eventos y actividades celebrados en la plaza de toros.
- Feria Taurina de San Juan, se celebrada a finales de junio coincidiendo con las Fiestas de San Juan.

- Feria Taurina de San Saturio, se celebra a principios de octubre durante las Fiestas de San Saturio.

- Soria Rock, festival de música rock en el que grupos locales comparten telón con cantantes consolidados. Se celebra a mediados de julio.

- Voley Plaza, celebrado en agosto, a lo largo de una semana se disputan de forma simultánea varios partidos de vóley playa.

- Stardust Festival, celebrado en agosto, inspirado por la figura de David Bowie, cita de música indie.

- Feria de Ganado, recuperada hace unos años y celebrada en torno a la festividad de San Mateo en septiembre.